# Жаба натальська
Жаба натальська (Phrynobatrachus natalensis) — вид земноводних з роду Phrynobatrachus родини Phrynobatrachidae.

## Опис
Загальна довжина досягає 2,5—3,1 см. Спостерігається статевий диморфізм: самиці дещо більші за самців. Голова невелика. У самців є горловий резонатор. Тулуб стрункий. На шкірі від плечей до голови тягнуться рядки бородавок. Лапи мають невеликий внутрішній п'ятковий бугор. Пальці позбавлені перетинок. Забарвлення світло—та темно—коричневе. Вночі у самців помітні плями зеленого кольору. Горловий мішок чорний з білими плямами. У самиць горло біле або біле з чорними плямами.

## Спосіб життя
Полюбляє переважно савани, узлісся, де селиться біля ставків, стариць, невеличких озерців. Зустрічається на висоті до 1500 м над рівнем моря. Активна вночі. Живиться дрібними комахами та їх личинками.
Розмноження відбувається з початком сезону дощів. Протягом періоду розмноження самиця відкладає низку купок, в кожній з котрих було від 400 до 800 яєць, загальною чисельністю до 1652 яєць. Пуголовки з'являються через 3—4 дні. Метаморфоз відбувається через 4—5 тижнів.

## Розповсюдження
Поширена від Судану й Еритреї до Намібії та Південно-Африканської Республіки (на півдні), від Кенії до Того та Беніну (на заході).